# Hydriomena furculoides
Hydriomena furculoides là một loài bướm đêm trong họ Geometridae.